# Караново (Ярославская область)
Кара́ново — деревня в Шашковской сельской администрации Назаровского сельского поселения Рыбинского района Ярославской области .
Деревня расположена на правом берегу соименной реки Карановская, на небольшом удалении к северо-западу от центра сельской администрации посёлка Шашково. Деревня связана дорогой с деревнями Починок и Погорелка, стоящими при пересечении реки Талица автомобильной дорогой Рыбинск-Шашково-Тутаев. Ниже по течению Карановской, в сторону Волги расположена левобережная часть посёлка городского типа Песочное. Выше по течению, на левом берегу реки — деревня Мартюнино .
Село Караново указано на плане Генерального межевания Романовского уезда 1790 года. После объединения уездов в 1822 году Караново относилось к Романово-Борисоглебскому уезду .
На 1 января 2007 года в деревне числилось 19 постоянных жителей . Почтовое отделение Шашково обслуживает в деревне Караново 25 домов .